# Lejeunea caespitosa
Lejeunea caespitosa là một loài Rêu trong họ Lejeuneaceae. Loài này được Lindenb. mô tả khoa học đầu tiên năm 1845.